# Arvid Gutschow
Arvid Gutschow (* 2. Oktober 1900 in Hamburg; † 1984) war ein deutscher Fotograf. Er gilt als ein Vertreter der Neuen Sachlichkeit.

## Leben und Werk

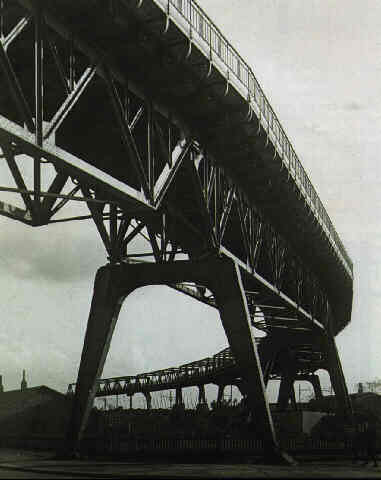
Hochstraße, 1928–1929

Von 1909 bis 1918 besuchte Arvid Gutschow das humanistische Gymnasium in Hamburg. Im Frühjahr 1918 leistete er einige Monate Kriegsdienst. Danach studierte er Jurisprudenz in Kiel, Hamburg, Heidelberg und München. 1923 promovierte er mit dem Thema Überseeische Konsignationen, insbesondere die Exportkommission. 1926 trat er nach Referendar- und Assessor-Examen als Jurist in den Hamburger Staatsdienst ein. Im Landherrenamt stieg er zum Senatsdirektor auf. Bereits in dieser Zeit war er autodidaktisch als Fotograf tätig, hielt dies aber vermutlich aus beamtenrechtlichen Gründen weitgehend geheim. Im Februar 1927 erschien seine erste Veröffentlichung in Die Liebhaber-Photographie. Er fotografierte unter anderem die neuen Hamburger Kontorhausbauten, den Hafen, Industriebauten, den Altonaer Fischmarkt, aber auch mittelalterliche Backstein-Architektur und ebenso Landschaften wie die Küsten der Nord und Ostsee. Seine Fotos im Stil des Neuen Sehens wurden in einer Reihe von Zeitschriften, Bildbänden und Ausstellungskatalogen veröffentlicht.

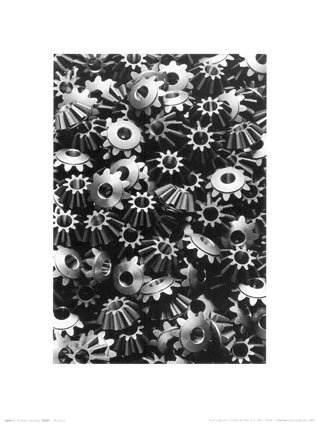
Ohne Titel, 1930–1939

1928 heiratete er. Auf der Hochzeitsreise nach Sylt entstanden die Aufnahmen für das 1930 erschienene Fotobuch See, Sand, Sonne mit einer Einleitung von Hans Leip.
Gutschow nahm unter anderem an der Werkbund-Ausstellung Film und Foto 1929 in Stuttgart teil. Seine Fotos erschienen im Sammelband foto-auge, mit dem die Herausgeber Franz Roh und Jan Tschichold 1929 einen Überblick über die zeitgenössische Fotoavantgarde gaben. 1932 stellte er auf der Internationalen Foto Ausstellung im Hamburger Kunstverein aus.

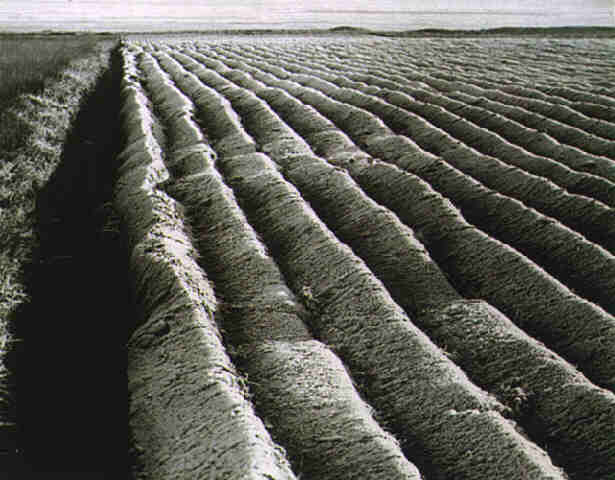
Feld, 1930

In den Bänden Das Deutsche Lichtbild von 1931 und 1932 lässt sich erkennen, dass Gutschow vorwiegend mit einer Stegemann-Kamera mit dem Plattenformat 9x12 fotografierte. Mitte der 1930er Jahre nutzt er eine Leica.
Am 1. Dezember 1937 beantragte er die Aufnahme in die NSDAP und wurde rückwirkend zum 1. Mai desselben Jahres aufgenommen (Mitgliedsnummer 5.582.703), er war ansonsten politisch inaktiv und führte ein eher zurückhaltendes Leben. Ungefähr ab dieser Zeit gingen seine fotografischen Aktivitäten zurück. Er beschäftigte sich vielmehr mit landwirtschaftlichen und städteplanerischen Themen. 1945 wurde er von der britischen Militärregierung als „unbelastet“ eingeschätzt und konnte im Amt bleiben. 1947 wurde er auf eigenen Antrag hin in den Ruhestand versetzt.
Ab den 1950er Jahren wurde Arvid Gutschow fotografisch wieder aktiver und fotografierte in der Umgebung seines Wohnsitzes Seebergen bei Bremen. Ebenso beschäftigte er sich wieder mit der Industriefotografie mit Aufnahmen der Hanomag und der AG Weser im neusachlichen Stil seiner Arbeiten der 1920er Jahre. 1956 unternahm er eine Reise nach Indien und fotografierte dort. Eigenständige Veröffentlichungen erschienen nicht mehr.

## Familie
Er ist der Bruder des Architekten Konstanty Gutschow, der in Hamburg Ende der 1920er Jahre ein Praktikum auf der Baustelle des Chilehauses absolvierte.

## Veröffentlichungen

### Zeitschriften
- Die Liebhaber-Photographie. Bundesorgan des Gaues Niedersachsen des Verbandes Deutscher Amateur-Photographie-Vereine als Beilage zum Hamburger Fremdenblatt (1927)
- Der Querschnitt (1928 ff.)
- VU (Nr. 3, 1928)
- Uhu (1928)
- Illustrirte Zeitung, Leipzig (1929)
- Verhagen & Klasings Monatshefte (1929)
- Die Koralle (Ullstein Verlag, 1929 ff.)
- Illustrierte Wochenbeilage des Hamburger Anzeigers (26, 1930; 26, 1932)
- Atlantis. Länder, Völker, Reisen (1930 ff.)
- Altonaer Nachrichten (1931)
- Hamburg-Amerika-Post (1930–1933)

### Hamburg-Bildbände
- Der Hafen von Hamburg (1930)
- Hamburg's Worldwide Activities (1930)
- Hamburg (1934)

### Bildbände
- foto-auge (1929, Franz Roh und Jan Tschichold)
- See, Sand, Sonne (1930, 1935)
- Das Deutsche Lichtbild (1931, 1932)
- Das Werk (1931) aus der Reihe die Blauen Bücher
- Neuer Foto-Kunst-Kalender (1932)
- Der Baum im Bilde der Landschaft. Erlesene Naturaufnahmen (1931), Wolken über Meer und Land (1932), Sprache Deutscher Landschaft (1934) aus der Reihe Der Eiserne Hammer
- Volk und Vaterland (1932)
- Photographie (Paris; 1932, 1935)
- Deutsche Trachten (1936) aus der Reihe die Blauen Bücher
- Herdfeuer (1936)
- Die Deutsche Nordsee (Atlantis-Verlag, 1937)
- Fotografien : 1928–1956, Text und Gestaltung: Hans Jürgen Sieker, Lilienthal : Sieker, 1984.

### Weitere
- Überseeische Konsignationen, insbesondere die Exportkommission, Hamburg, 1923. [Maschinenschr.], Hamburg, Univ., Diss., 1923.
- Albrecht Jansen: Sonne über Amrun (1935), Bebilderung

## Ausstellungen
- Arvid Gutschow und Alfred Ehrhardt – Artverwandte, 12. Januar – 17. März 2013, Alfred Ehrhardt Stiftung Berlin (Homepage der Ausstellung)